# Feu sacré (film)
Pour plus de détails, voir Fiche technique et Distribution.
Feu sacré est un film français réalisé par Maurice Cloche et sorti en 1942.

## Synopsis
Montée à Paris pour rejoindre sa tante Marceline, Paulette Vernier, une jolie fille, cherche sa voie dans divers petits boulots puis découvre le music-hall où elle y rencontre André Brugnaire. Celui-ci, qui est renvoyé pour l'avoir défendue, reprend une carrière de boxeur qui le conduira au championnat. Paulette fait ensuite la connaissance d'un peintre dont elle tombe amoureuse avant de déchanter. Déterminée à réussir sur scène, elle travaille le chant et la danse, ce qui lui apporte le succès mais provoque aussi les jalousies. Accusée de vol, elle est défendue par André Brugnaire, qui fait éclater son innocence.
La carrière de Paulette se poursuit jusqu'au vedettariat.

## Fiche technique
- Titre : Feu sacré
- Réalisation : Maurice Cloche
- Scénario : Pierre Rocher et Maurice Cloche
- Dialogues : Roger Vitrac
- Photographie : Léonce-Henri Burel
- Décors : Jean Douarinou
- Montage : Jean Sacha
- Musique : Jean Marion et Yves Baudrier
- Producteur : André Hunebelle
- Société de production : P.A.C.
- Pays d'origine :  France
- Format :  Noir et blanc - 1,37:1 - 35 mm - son mono
- Durée : 103 minutes
- Date de sortie :
  - France - 12 novembre 1942

## Distribution
- Viviane Romance  - Paulette Vernier
- Georges Flamant - André Brugnaire
- Franck Villard - Jean Delmas
- Édouard Delmont - Papa Bricard
- Gaston Orbal - 	Le miteux
- Marthe Sarbel - Marceline
- Nicolas Amato - Le professeur d'art dramatique
- Lucien Callamand - Beauvais
- Anthony Carretier	- Le metteur en scène
- Jean-François Martial - Le douanier
- Catherine Perry - Régina
- Robert Sidonac - Monsieur Édouard
- Claire Vervin - Anna
- Chukry-Bey
- Allain Dhurtal
- Pierre Juvenet
- Ann Keyser
- Liliana Laine
- Marcelle Naudia
- Cécile Page
- Max Révol
- Jacques Tarride
- Lyska Wells